# Élections législatives françaises de 1797
Les élections législatives françaises de mars et avril 1797 (germinal an V) ont pour but de renouveler un tiers du Corps Législatif du Directoire, c'est-à-dire un tiers des deux conseils : le Conseil des Cinq-Cents et le Conseil des Anciens. Il s'agit du premier renouvellement des conseils depuis la mise en place du régime, l'opération devant désormais se répéter annuellement. Les représentants sont élus au suffrage censitaire, puis répartis dans les conseils en fonction de leur âge. Le régime connaît durant ces élections un important retournement. Alors que le Directoire avait mené un temps une politique favorable aux jacobins, il les réprime à la suite de la Conjuration des Égaux et devient plus favorable aux royalistes.
Ceux-ci profitent ainsi des élections de l'an V, qu'ils ont attendues avec impatience. Divisés entre absolutistes et constitutionnels, ces derniers se réunissant au Club de Clichy, ils remportent la victoire[réf. nécessaire] tandis que nombre de conventionnels qui se représentaient sont battus. Des monarchistes étant déjà présents dans les conseils, la majorité du corps législatif est désormais favorable à un retour théorique de la monarchie, bien que des divergences subsistent quant au prétendant à placer sur le trône.
Après les élections, les royalistes décident donc d'attendre l'échéance suivante afin de s'assurer une nette puissance et de pouvoir conquérir l'exécutif sans heurts. L'action de trois des Directeurs décidés à empêcher la monarchie de passer, au mois de septembre (fructidor) suivant, entraîne l'éviction d'une partie des députés royalistes.

## Contexte des élections

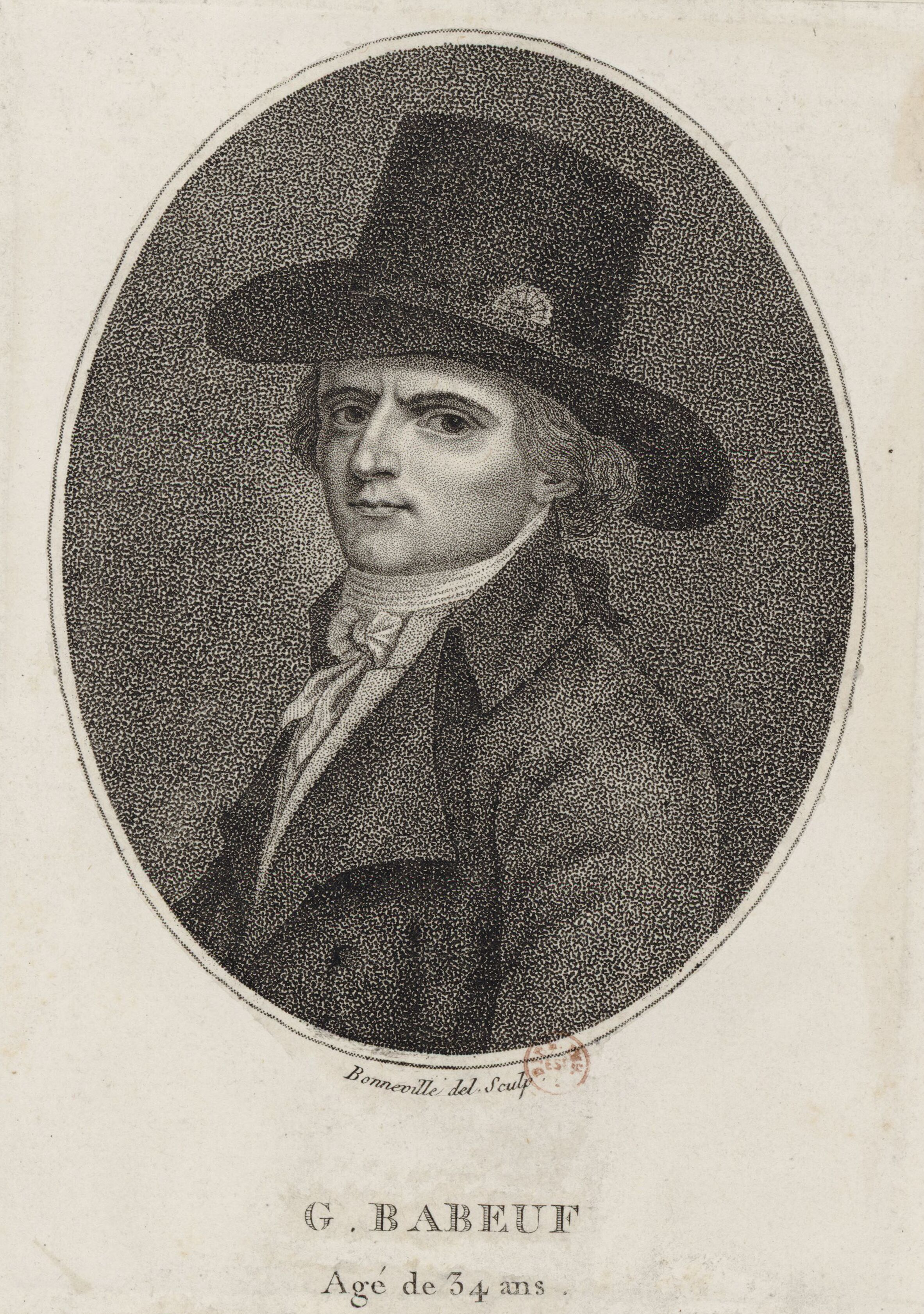
À l'approche des élections, les royalistes sont favorisés par la réaction de peur à la suite de la Conjuration des Égaux entreprise par Gracchus Babeuf.

Les élections d'octobre 1795 (an IV) ont permis au Directoire de s'installer. Cependant, une insurrection royaliste était survenue quelques jours auparavant, et la République avait dû répondre par la force. À la suite de ces événements et pour consolider son assise, le Directoire se rapproche des Jacobins, considérés comme un moindre mal. Leurs clubs et publications, notamment, sont à nouveau autorisés. Les Jacobins eux-mêmes sont divisés entre intransigeants et partisans d'une politique de compromis avec le régime ; ils finissent cependant par se rassembler derrière les théories et projets de Gracchus Babeuf, partisan d'un État nouveau et égalitaire. Cette marche vers un possible changement de régime ne peut qu'effrayer le pouvoir qui décide de frapper le premier et met fin, au printemps 1796, à la conjuration entreprise par les babouvistes. Babeuf est lui-même mis en procès en février.
La peur créée par la Conjuration des Égaux est d'ores et déjà annonciatrice du résultat des élections à venir : une percée conservatrice et royaliste semble inévitable. Il s'agit donc pour le Directoire de s'allier aux futurs vainqueurs, afin d'assurer la sécurité d'une République conservatrice et d'éviter le retour à la royauté. Malgré des concessions et une intransigeante politique antijacobine (épuration de l'administration, notamment), les Directeurs ne parviennent pas à acquérir durablement le soutien de la droite, qui attend plus de mesures de leur part.
Bien qu'ils bénéficient d'un climat favorable à l'approche des élections, les royalistes restent néanmoins divisés. Les absolutistes, suivant les déclarations intransigeantes du futur Louis XVIII, ne parviennent en effet pas à se rapprocher des monarchistes constitutionnels attachés aux libertés individuelles et favorables à la vente des biens nationaux. Les premiers souffrent de l'échec de l'expédition de Quiberon, qui a porté un coup sévère à leurs attentes. Les seconds, réunis au Club de Clichy (et par conséquent nommés « clichyens ») se rapprochent de certains républicains modérés, et même un temps du Directoire. Leur rupture avec le régime se fait principalement sur la question de la guerre, qu'ils veulent voir cesser à tout prix tandis que le régime tire ses ressources du conflit.
Si la division règne entre les royalistes, notamment en ce qui concerne le choix du prétendant au trône, tous s'accordent sur le fait que les élections sont un moyen de conquérir légalement le pouvoir, et à terme de mettre fin au Directoire. Face aux outils dont dispose le régime, leur courant doit lui aussi s'organiser et mettre en place des associations destinées à favoriser la victoire.

## Déroulement

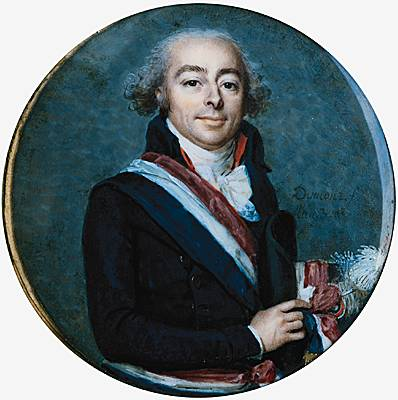
Boissy d'Anglas est l'un des rares conventionnels réélus ; il siège cependant désormais avec les clichyens, victorieux lors des élections.

En prévision du scrutin, les royalistes créent les Instituts philanthropiques, dans 70 départements. Leurs adhérents se divisent en deux catégories aux objectifs différents : les « Amis de l'Ordre » et les « Fils légitimes ». Les premiers œuvrent au succès électoral en contactant les notables et en s'organisant pour diffuser tracts et brochures, aidés par la presse modérée : leur thème de campagne est la peur de l'« anarchie », fortement favorisé par la propagande directoriale qui a fait suite à la répression de la Conjuration des Égaux. Les seconds sont pour leur part majoritairement absolutistes et préparent une solution en cas de défaite : il s'agit pour eux de mettre en place une insurrection et des armées aux ordres des princes si la voie électorale ne suffisait pas. La campagne est également aidée par des fonds britanniques, et surtout par l'action du clergé réfractaire, qui se révèle très efficace pour transmettre les idées, non seulement dans les départements de l'Ouest acquis à la cause royaliste, mais aussi dans des départements républicains. La question du retour à la paix est également un point central du discours royaliste qui lui assure une forte popularité.
Le Directoire tente de répondre à cette offensive. Ses commissaires sont chargés de « donner une direction aux élections », et le régime soutient financièrement la campagne républicaine. Plus encore, les Directeurs Barras, Reubell et La Révellière-Lépaux, qui forment à l'intérieur de l'exécutif un « triumvirat » antiroyaliste, font tout leur possible pour favoriser la victoire républicaine. Les émigrés récemment rentrés en France sont radiés des listes électorales tandis qu'à l'inverse, la politique de répression contre les Jacobins est modérée. Ils cherchent également à faire en sorte que le tiers de députés devant être renouvelés comporte le moins de conventionnels possible. Enfin, le pouvoir fait son possible pour informer la bourgeoisie des dangers qui pèseraient sur elle en cas de restauration royaliste. Le procès de Brottier, l'un des organisateurs de la conjuration du camp de Grenelle, est également utilisé pour dénoncer les défenseurs de la monarchie. Cependant, ce procès tenu au moment opportun est perçu comme un complot, et les mesures prises par les Directeurs pour favoriser les républicains horripilent les notables et se retournent contre leurs auteurs. La demande du Directoire au Conseil des Cinq-Cents de faire voter une loi rendant obligatoire un serment de « haine à la royauté et à l'anarchie » est pour sa part rejetée, accroissant encore les tensions.
Les élections se déroulent en deux temps : le 21 mars, les électeurs du premier degré se réunissent aux chefs-lieux de canton pour désigner les électeurs du deuxième degré. Ceux-ci sont chargés de renouveler, le 4 (ou 9, selon les sources) avril aux chefs-lieux de département, le tiers des députés, des administrateurs de département, et des juges. On compte 23 % de participation, un bon taux à une époque où l'abstention est massive (la participation sera de 20 % et 11,5 % aux élections suivantes). Les résultats sont conformes aux attentes des clichyens : sur 216 conventionnels sortants, seuls 11 sont réélus, dont six républicains affirmés, les autres étant de tendance clichyenne, en particulier Boissy d'Anglas. On compte, autrement, 182 nouveaux députés de tendance réactionnaire voire contre-révolutionnaire, 44 indéfinis et 34 républicains, toutes nuances confondues. Parmi ces derniers, certains comme Joseph Bonaparte et Jean-Baptiste Jourdan siègent avec les Jacobins. Aux près de 200 nouveaux sièges conquis par les royalistes s'ajoutent une centaine d'autres députés royalistes déjà présents et plus de 130 autres députés susceptibles d'accepter une monarchie constitutionnelle. C'est donc un véritable désaveu pour le Directoire.

## Résultats
|       |               |      |       |        |     |
| Parti | Parti         | Voix | %     | Sièges | +/- |
|       | Clichyens     |      | 59,32 | 105    | 51  |
|       | Indépendants  |      | 24,86 | 44     | Nv. |
|       | Thermidoriens |      | 15,82 | 28     | 35  |
|       |               |      |       |        |     |
| Total | Total         |      | 100   | 177    | 27  |

## Un scrutin qui débouche sur une période de crise

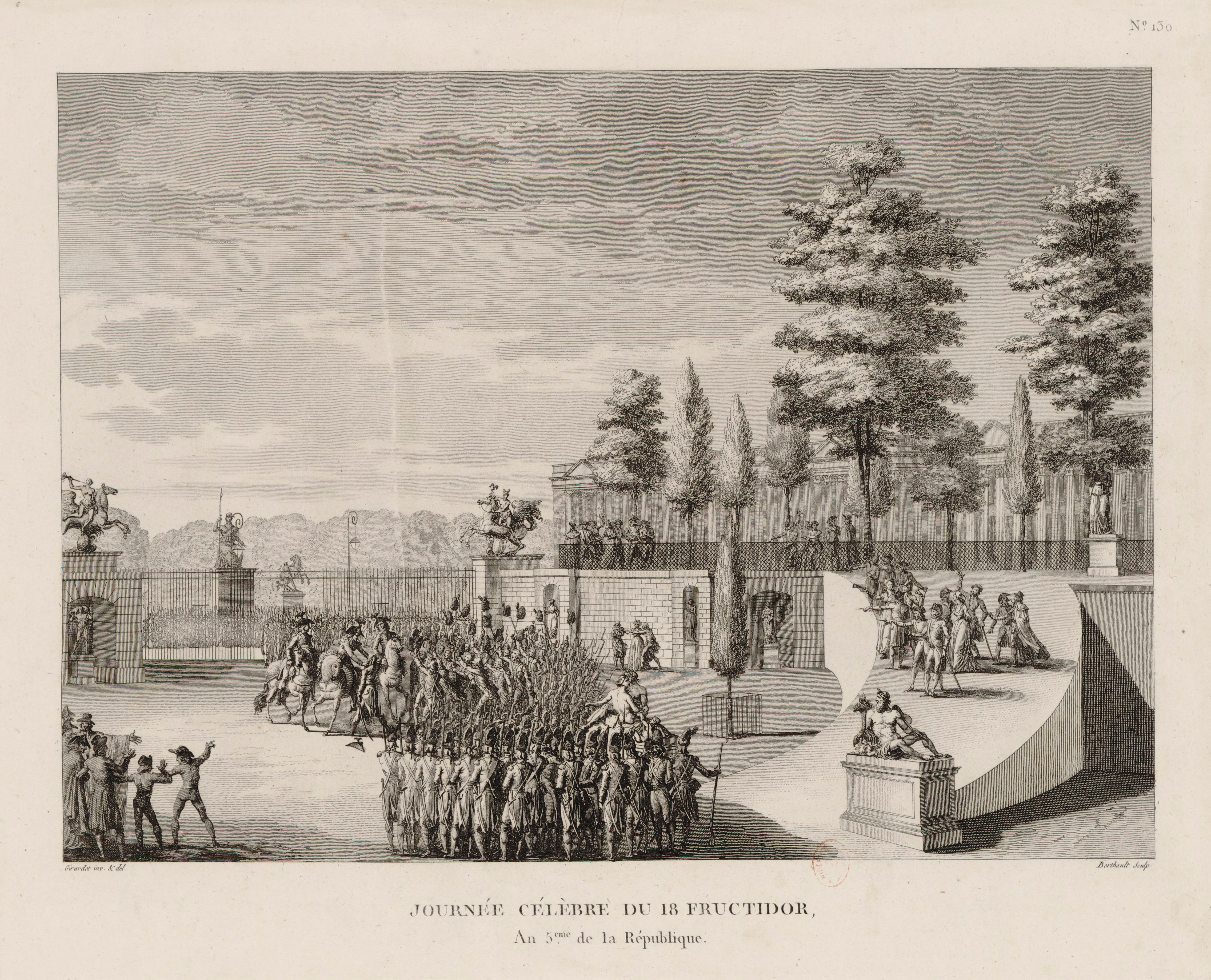
Moins de six mois après les élections, trois des Directeurs ont recours au coup d’État pour renverser la majorité royaliste.

Malgré la présence d'une nouvelle majorité monarchiste, les députés sont décidés à ne pas brusquer les choses et préfèrent démonter le régime par étapes afin de permettre un retour en douceur de la royauté au gré des élections. Les Directeurs sont un temps sonnés : tandis que Reubell veut casser les élections, Carnot et Letourneur menacent de démissionner si cela survenait. Les royalistes sont par ailleurs toujours divisés entre constitutionnels et absolutistes. Ils se mettent cependant d'accord sur les personnes à placer à des postes prestigieux. Le général Pichegru, soupçonné de trahison royaliste et rappelé pour cette raison par le Directoire en 1796, devient le président du Conseil des Cinq-Cents, tandis que François Barthélemy devient Directeur. Pichegru reste cependant trop indécis pour permettre une réelle évolution, et Barthélemy remplace Letourneur, qui penchait déjà du côté conservateur : l'exécutif reste donc dominé par le triumvirat républicain. Le conflit entre les conseils et le Directoire semble donc inévitable et survient rapidement.
Tandis que les conseils votent des lois favorables aux royalistes qui ont le don de mécontenter plusieurs armées profondément républicaines, Napoléon Bonaparte, en campagne en Italie, fait parvenir à Barras, La Révellière-Lépaux et Reubell la preuve que Pichegru est en contact étroit avec Louis XVIII et a donc trahi la patrie. Le général proclame également, le 14 juillet 1797, qu'il marchera sur Paris en cas de restauration. Ceci sape les éventuels désirs de coup d’État de la part des Clichyens, tandis que les Directeurs remplacent plusieurs ministres par des Jacobins. Malgré cela, les idées contre-révolutionnaires prospèrent en province, et les Directeurs doivent agir.
Le pas est franchi le 18 fructidor (4 septembre) en réponse à une tentative de coup de force clichyen contre Barras, Reubell et La Révellière-Lépaux : la ville de Paris est cernée par les armées fidèles au Directoire et les conseils sont investis. Les députés favorables aux triumvirs votent la déportation de plusieurs d'entre eux, ainsi que de journalistes et du Directeur Barthélemy. 11 membres des Cinq-Cents dont Pichegru et 42 des Anciens sont déportés, tandis que le Directeur Carnot, proscrit, parvient à s'échapper. Enfin, les élections de l'an V sont cassées dans de nombreux départements : 140 députés perdent leur siège au profit de leur adversaire défait en avril. Des placards dénonçant un complot royalistes sont affichés dans les rues et le serment de « haine à la royauté et à l'anarchie » pour les électeurs est établi. L'événement ne déclenche pas d'émotion particulière, et les Directeurs reçoivent des témoignages d'approbation. Cependant, par ce coup de force, ils démontrent les faiblesses du Directoire et de la Constitution de l'an III, du moins dans une période agitée. Le régime perd donc durablement en crédibilité, perte renforcée par les coups d’État qui surviennent à nouveau dans les années qui suivent. La rupture est forte et, pour les historiens, un « Second Directoire » plus autoritaire s'ouvre.